# Bicyclus ephorus
Bicyclus ephorus je leptir iz porodice šarenaca. Živi u Gvineji, Sijera Leoneu, Liberiji, Obali Bjelokosti, Gani, Nigeriji, Kamerunu, Republici Kongo, Srednjoafričkoj Republici i DR Kongo. Stanište mu se sastoji od šuma.
Odrasle leptire privlači fermentirano voće. Ličinke se hrane vrstama iz roda Trachyphrynium.